# FM 음악여행 (KBS)
FM 음악여행은 KBS춘천FM에서 방송했던 라디오 프로그램이다.

## 역사
2002년 10월 21일에 첫방송을 시작했으며, 원래는 매일 오전 11시에 방송했으나, 2005년 5월 2일부터 평일 방송으로 축소됐다가, 2013년 4월 8일부터 오후 4시로 시간대를 이동하여 방송했으나, 2014년 12월 31일 방송을 12년 만에 마지막으로 폐지되었다.

## 역대 방송시간
| 방송 채널 | 방송 기간                         | 방송 시간                  |
| --------- | --------------------------------- | -------------------------- |
| KBS춘천FM | 2002년 10월 21일 ~ 2005년 5월 1일 | 매일 오전 11:00 ~ 낮 12:00 |
| KBS춘천FM | 2005년 5월 2일 ~ 2013년 4월 5일   | 평일 오전 11:00 ~ 낮 12:00 |
| KBS춘천FM | 2013년 4월 8일 ~ 2014년 12월 31일 | 평일 오후 4:00 ~ 오후 5:00 |